# 中水道
中水道（ちゅうすいどう）とは、雨水あるいは生活排水や産業排水を処理して循環利用するシステム。ビルや団地などからの雑排水を高度に浄化処理した水を中水という。

## 概要

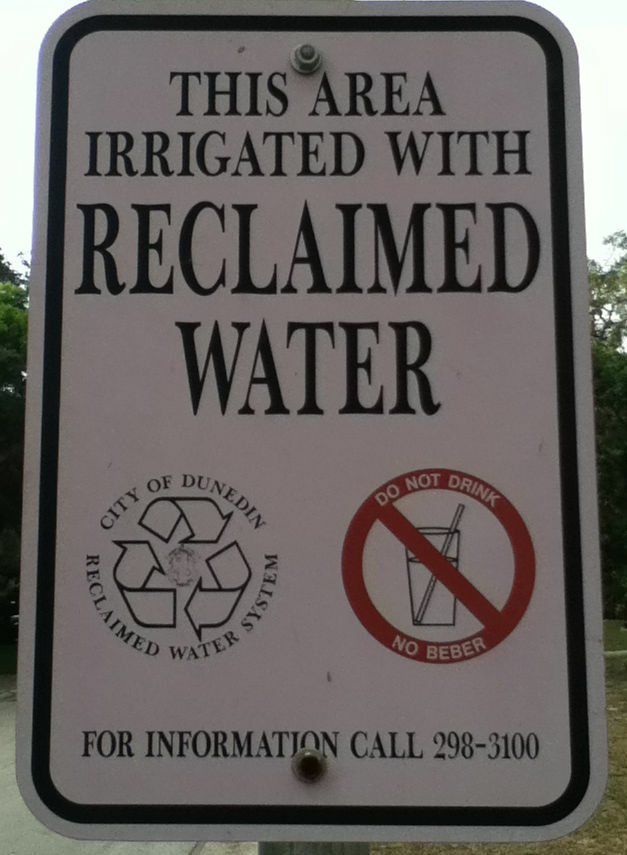
中水の灌漑用水への使用告知標識《フロリダ州ダニーディン市》

水を供給する施設を上水道、水を排出する施設を下水道と捉えたとき、排水を還元利用して供給する施設として位置づけられることから「中水道」と呼ばれている。
ビルでの循環水の利用などについては「雑用水」や「雑用水道」とも呼ばれ「中水道」と本来同じものとされることもある。一方で上水道は一般的には飲用に適する水を供給するための施設を指すのに対し、飲用を含まない雑用に使用するための水道施設や上水道で使用された水を処理して再利用する水道もあり、前者については雑用水道、後者については中水道と呼び分けが行われることもある。
日本では地方公共団体によって雑排水利用が推進されており、東京都では「水の有効利用促進要綱」に基づき一定の開発事業に処理施設の導入を指導している。
中国では2003年1月に中国国内で初めて山東省青島市が「中水利用計画」を発表した。

## 雨水利用
中水道として主に屋根雨水を貯留して水洗トイレや樹木散水などに使用するシステムがある（降水利用中水道システム）。トイレ洗浄や樹木散水等にとどまる場合は、雨水の処理は物理的な濾過のみとする場合もある。
大規模なものでは、都市に雨水の中水供給プラントを設置したり、大深度地下を活用して大規模雨水貯留幹線を整備する構想もある。
雨水利用の効果には、安定した水資源の確保や上水道のハイレベル化（上水道の使用量削減によって改築・更新時にハイレベルな設備と取り替える）、非常時水源の確保など水資源としての効果と、公共用水域の水質改善や自然環境の改善、ヒートアイランド現象の解消など環境問題に対する効果がある。
中水の利用（中水道の導入）は、直接的には上水道料金の低減や断水時の水の確保といったメリットがある。また、間接的には地域のインフラ（公共上水道や雨水排水設備）への負荷の軽減、地域レベルでの給排水動力の節減などのメリットがある。

## 排水利用

### 循環方式
排水を処理して雑用水に利用する中水利用システムには以下の種類がある。
- 個別循環型中水利用システム - 個々の建物ごとに排水処理施設を整備して循環利用する方法[8]。
- 地区循環型中水利用システム - 地区の複数の建物を対象とする排水処理施設を整備して循環利用する方法[8]。
- 広域循環型中水利用システム - 下水処理施設から雑用水利用者に供給する方法で、上の二つの方式とは異なり下水道施設に該当する[8]。

一般家庭では洗面、浴室、洗濯などによる生活排水を専用の処理槽に送り、そこから中水配管でトイレに送って洗浄に利用するシステムも考えられている（水のカスケード利用）。この水のカスケード利用は河川放流負荷量の削減など環境への負荷減少に効果的とされている。

### 処理方式
水処理の方式には、主に生物による分解を用いる方法、主に膜による濾過による方法、これらを組み合わせる方法がある。

### 用途
中水はトイレ洗浄水（温水洗浄便座には上水の使用が必要）、散水用水、冷却塔補給水、消火用水、洗車用水などとして利用される。

## 管理

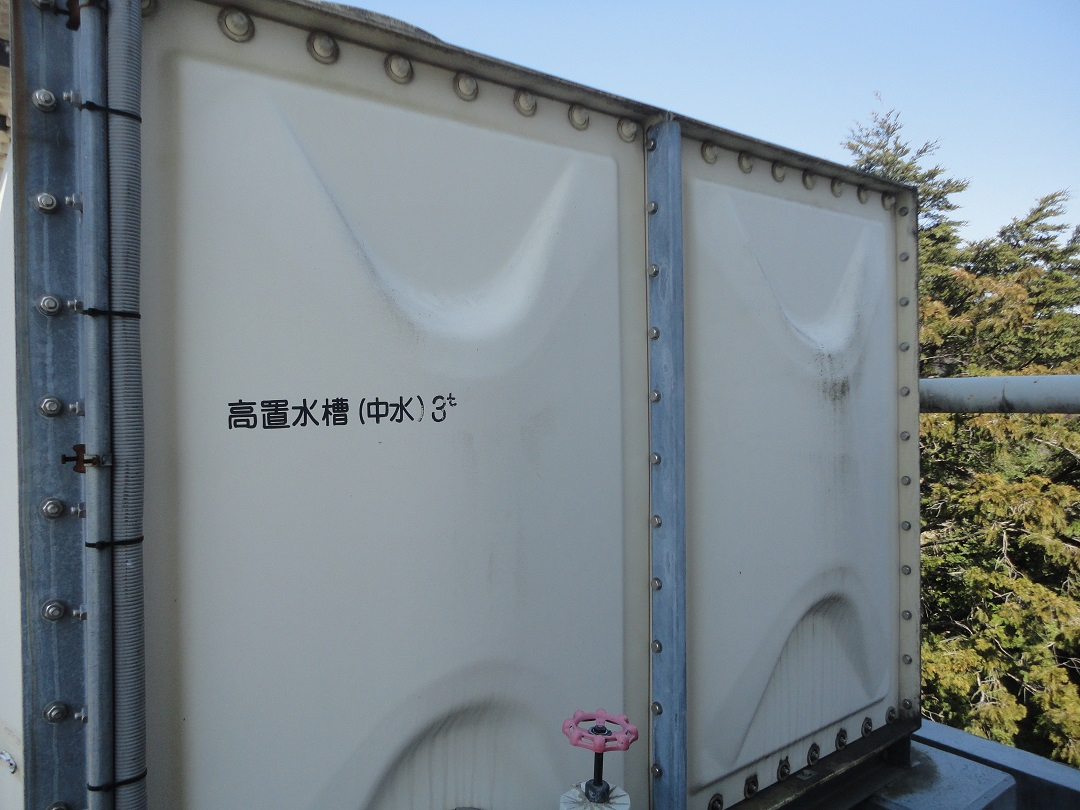
中水用の貯水タンク。

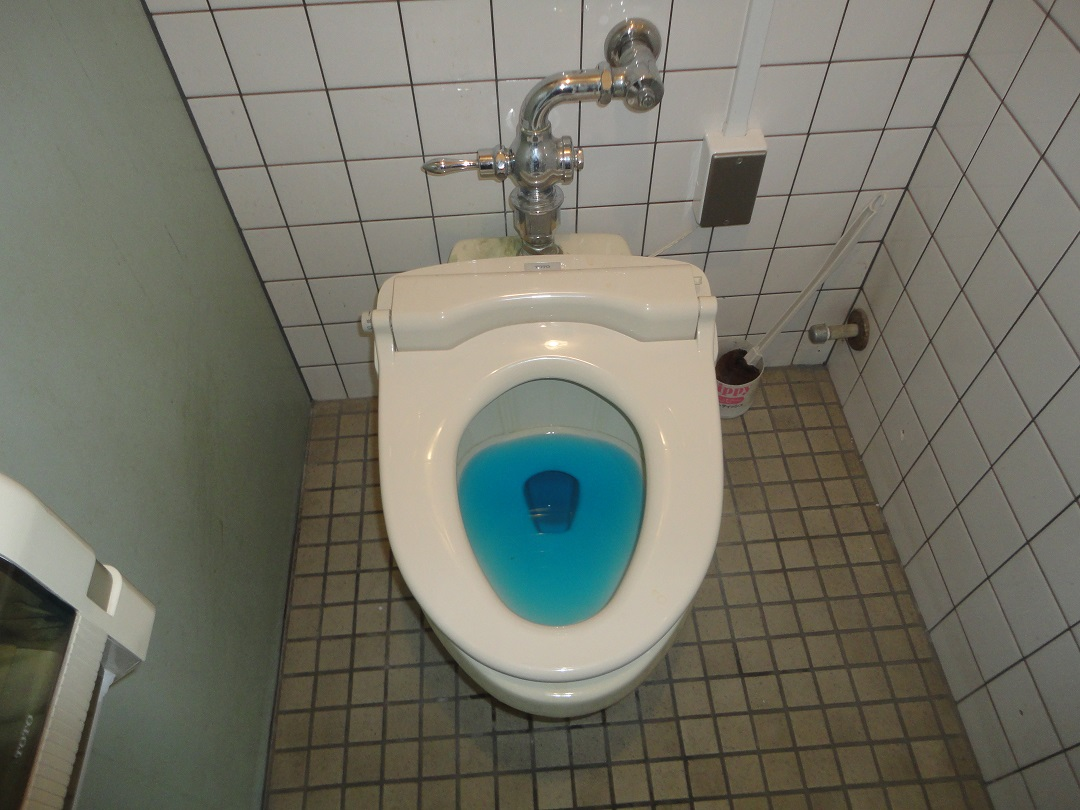
中水の通水試験

### 水質

#### 水質目標
- 衛生上問題のないこと
- 利用上支障、不快感がないこと
- 機器等に悪影響を及ぼさないこと
- 管理基準の判定・確保に必要な指標があること
- 水処理技術が安全性が確立されていること
- 水質維持のためのコストが合理的なこと

#### 中水道の水質基準
- pH値： 5.8以上8.6以下
- 臭気： 異常でないこと
- 外観： ほぼ無色透明
- 大腸菌群： 検出されないこと
- 濁度： 2度以下

※便器洗浄水は、濁度の基準はない。

#### その他の基準
- pH値、臭気、外観、残留塩素は7日以内に1回検査。
- 大腸菌、濁度は2ヶ月以内に1回検査。
- 中水道に手洗い付洗浄タンクは使用しないこと。
- 配水に関しては中水道管には飲料水道管とクロスコネクション防止の区別のため、着色などをすること。

※残留塩素基準…遊離残留塩素は0.1ppm（結合残留塩素の場合は0.4ppm）を保持。

### 機器や配管への影響
中水の主な利用分野に冷房用冷却水やトイレ洗浄水などがあるが、機器や配管の金属材料については耐食性や伝熱性、配管加工性について検討して選定する必要がある。

### 事故
中水と上水の誤接続（クロスコネクション）による健康被害が問題になることがあり、配管が近接する場合には色や管種を変える対策が取られる。